# Manuel Balbi
Manuel Rojas Balbi (Guadalajara, Jalisco, 13 de marzo de 1978) más conocido como Manuel Balbi, es un actor mexicano de televisión, cine, y teatro.

## Biografía
Manuel Balbi es un actor mexicano, reconocido por sus trabajos en la televisión latinoamericana y por su incursión en el cine. Inició sus estudios actorales en la ciudad de San Luis Potosí a los 16 años en un taller de acrobacia y como utilero en un taller de teatro del Instituto Mexicano del Seguro Social (IMSS) en la capital potosina. En 1996, a los 18 años, se traslada a la Ciudad de México, tras ser aceptado en la escuela de actuación de la empresa de telecomunicaciones Televisa, el Centro de Educación Artística (CEA). Durante tres años, estudia, ya de manera profesional, actuación tomando clases de teatro, televisión, análisis cinematográfico y de texto, historia del teatro, psicología, estilos de baile, jazz, clásico, expresión corporal, vocalización y voz del cuerpo. Reconocidos actores, como Rosa María Bianchi, Salvador Sánchez (actor) y Flora Dantus, entre otros, fueron sus maestros. Otros estudios realizados por Manuel Balbi incluyen talleres en Casazul, de Argos Comunicación, impartidos por Teresina Bueno, Clarisa Maleiros y Margie Bermejo. En 2002, estudia técnicas cinematográficas con el actor Luis Felipe Tovar en la academia El Set. 

## Filmografía

### Televisión
| Año       | Título                               | Personaje                                        | País                                          |
| --------- | ------------------------------------ | ------------------------------------------------ | --------------------------------------------- |
| 2003      | Pasión de gavilanes                  | Mesero (Debut)                                   | Bandera de Colombia                           |
| 2004-2005 | Gitanas                              | Mirko Cárdenas                                   | Bandera de México                             |
| 2005      | Decisiones                           | Ángel "Ep: La hija del pecado"                   | Bandera de Colombia                           |
| 2005      | Decisiones                           | Nicolás "Ep: La profesora de química"            | Bandera de Colombia                           |
| 2005-2006 | La tormenta                          | Jesús "Niño" Camacho Segura                      | Bandera de Colombia                           |
| 2006-2007 | La viuda de Blanco                   | Megateo Díaz                                     | Bandera de Estados Unidos                     |
| 2008      | Deseo prohibido                      | Juan Antonio Zedeño                              | Bandera de México                             |
| 2009      | Vuélveme a querer                    | Rafael Mejía                                     | Bandera de México                             |
| 2010      | Las Aparicio                         | Mauro Valencia                                   | Bandera de México                             |
| 2011      | Morir en martes                      | Santiago Vázquez                                 | Bandera de México                             |
| 2012-2013 | Rosa diamante                        | Gabriel Robles                                   | Bandera de Estados Unidos · Bandera de México |
| 2013      | La patrona                           | Fernando Beltrán Guerra                          | Bandera de México                             |
| 2013      | Fortuna                              | Jerónimo Durán                                   | Bandera de México                             |
| 2014      | El Mariachi                          | Víctor Cruz                                      | Bandera de Estados Unidos                     |
| 2014-2017 | El señor de los cielos               | Rodrigo Rivero Lanz                              | Bandera de México                             |
| 2015-2016 | Dios Inc                             | David Cohen                                      | Bandera de México                             |
| 2017      | Ingobernable                         | Jorge Antonio Ruiz Díaz (Participación especial) | Bandera de México                             |
| 2017      | Guerra de ídolos                     | David Quintana                                   | Bandera de México                             |
| 2018      | José José, el príncipe de la canción | Ignacio "Nacho" Bustamante                       | Bandera de Estados Unidos                     |
| 2018      | Falsa identidad                      | Eliseo Hidalgo Virrueta                          | Bandera de México                             |
| 2018-2019 | Por amar sin ley                     | Leonardo Morán                                   | Bandera de México                             |
| 2019-2020 | El dragón                            | Héctor Bernal                                    | Bandera de México                             |
| 2020-2021 | 100 días para enamorarnos            | Fernando Barroso                                 | Bandera de Estados Unidos                     |
| 2023      | Madre de alquiler                    | Francisco                                        | Bandera de México                             |
| 2023      | Se llamaba Pedro Infante             | Chuy León                                        | Bandera de México                             |

## Cine
- (2014) — Casi Treinta. Emilio
- (2012) — Chiapas, The Heart of Cofee. Eduardo
- (2010) — De día y de noche. Urbano Libra
- (2010) — Seres: Génesis Graco
- (2002) — Sangre Joven. Arkanes

## Teatro
- Primero Dios. Teatro en corto (2017) — "Jesús"
- Limítrofe (2016-2017) — "ortorexico, guadalupano, amigo de Oliver"
- Somos eternos (2016) — "El"
- Maldito amor (2016) — "Joaco"
- La visita. Teatro en corto (2015) — "Hijo"
- Doblada al español. Microteatro (2014-2015) — "Chris"
- El Loco y la Camisa (2014-2015) — "Mariano"
- La Caja (2012-2013) — Lorenzo
- I Love Romeo y Julieta (2012) — Paris
- 12 Princesas en Pugna (2012) — Pizzero y enfermero
- Hairspray. Comedia musical (2010) — Link Larkin
- Hamelin (2008-2009) — Pablo Rivas
- Afterglow (2023- 2025) — Josh

## Premios
Premio revista Telenovelas de Bulgaria como mejor actor de reparto por su participación en la telenovela La viuda de Blanco / Bulgaria, 2007.